# Río Monegrillo
El río Monegrillo, también conocido cerca de  su nacimiento como río Regatillo, es un río de la península ibérica perteneciente a la cuenca hidrográfica del Ebro, afluente del río Jalón por la margen izquierda. Nace de recoger agua de una serie de barrancos cerca de las localidades de Deza y Cihuela (Soria), Desagua la vertiente sudoeste de la sierra del Caballero o sierra de Ateca y las vertientes nororientales de las sierras de sierra de Miñana, sierra de Deza y el valle de valdelloso en Alhama de Aragón, discurriendo en dirección sureste por un valle poco encajado. Desemboca en el río Jalón en la vega de Alhama de Aragón (Zaragoza), tras haber recorrido su curso unos 20 km.
La autovía del Nordeste cruza sobre su cauce con un viaducto ya muy cerca de su desembocadura, el río pasa cerca de la Ermita de Santa Quiteria.

## Enlaces de interés
- Wikimedia Commons alberga una categoría multimedia sobre Río Monegrillo.
- Situación y vistas
- Cuenca hidrográfica del Ebro
- Estado de los embalses de la cuenca del Ebro
- Sociedad Española de Presas y Embalses
- Unión de entidades para el cumplimiento de la Directiva de Aguas en la cuenca del Ebro (CuencaAzul) Archivado el 6 de mayo de 2009 en Wayback Machine.
- Distribución territorial de la Cuenca hidrográfica del Ebro. Visto el 6 de septiembre de 2010.